# Charlie Bean
Charlie Bean est un réalisateur, scénariste et animateur américain. Il est également producteur, acteur et doubleur.
Il se fait connaître pour son travail sur la série télévisée Tron : La Révolte puis par la réalisation du film d'animation de Warner Bros. Lego Ninjago, le film avec les scénaristes Paul Fisher et Bob Logan, adapté de la série de jouet du même nom. Ce film est produit par Roy Lee, Dan Lin (en), Phil Lord et Chris Miller.
La Belle et le Clochard est son premier long-métrage en prises de vues réelles. Sur un scénario d’Andrew Bujalski et de Kari Granlund, il redonne vie au film d’animation d’origine en lui donnant une tendresse émotionnelle.
Il est nommé en 2008 pour un Primetime Emmy Award du meilleur programme d'animation pour les épisodes L'Île de l’enfer et Adorable Carlo de la série d'animation Bob l'éponge.

## Filmographie

### Comme réalisateur
Cinéma
- 2017 : Lego Ninjago, le film, co-réalisé avec Paul Fisher et Bob Logan
- 2019 : La Belle et le Clochard (Lady and the Tramp)

Télévision
- 1996 : Buy One, Get One Free* (diffusé dans l'émission What a Cartoon!)
- 2001 : Publicité pour Imp, Inc., coréalisé avec Chris Reccardi
- 2005 : Robotboy (17 épisodes)
- 2012 : Tron : La Révolte (8 épisodes)

### Comme scénariste
Cinéma
- 2002 : Les Supers Nanas, le film

Télévision
- 1996 : Buy One, Get One Free* (diffusé dans l'émission What a Cartoon!)
- 2001 : Publicité pour Imp, Inc.
- 2001 : Les Supers Nanas (2 épisodes)
- 2001 : Samouraï Jack (7 épisodes)
- 2003 : Le Laboratoire de Dexter (6 épisodes)
- 2007 : Foster, la maison des amis imaginaires (1 épisode)
- 2007 : Bob l'éponge (1 épisode)

### Comme animateur
Cinéma
- 1992 : Les Vacances des Tiny Toons de Rich Arons
- 1998 : Hercule et Xena : La Bataille du mont Olympe de Lynne Naylor

Télévision
- 1990 : Les Tiny Toons (18 épisodes)
- 1991 : Ren et Stimpy (12 épisodes)
- 1992 : Batman (2 épisodes)
- 1993 : Animaniacs (1 épisode)
- 1993 : Les Aventures de Sonic (65 épisodes)
- 1994 : Profession : critique (2 épisodes)
- 1994 : Beethoven (12 épisodes)
- 1995 : Timon et Pumbaa (8 épisodes)
- 1995 : The Twisted Adventures of Felix the Cat (14 épisodes)
- 1996 : Podunk Possum in One Step Beyond de Joe Orrantia (diffusé dans l'émission What a Cartoon!)
- 1996 : Le Laboratoire de Dexter (16 épisodes)
- 1998 : Monsieur Belette (1 épisode)
- 1998 : Cléo et Chico (5 épisodes)
- 1999 : Les Supers Nanas (8 épisodes)
- 2001 : Publicité pour Imp, Inc.
- 2001 : Samouraï Jack (7 épisodes)
- 2006 : Classe 3000 (1 épisode)
- 2007 : Bob l'éponge (1 épisode)
- 2008 : Robotboy (4 épisodes)

### Comme acteur
Cinéma
- 1990 : The Natural History of Parking Lots de Everett Lewis : Chris

Télévision
- 2012 : Tron : La Révolte (15 épisodes) : voix additionnelles
- 2013 : Black Saint de Abigail Bean

### Comme producteur
Télévision
- 2012 : Tron : La Révolte (8 épisodes)